# Тисмана
Тисмана (рум. Tismana) — город в Румынии в составе жудеца Горж.

## История
В XIV веке здесь был построен первый в Валахии православный монастырь — монастырь Тисмана.
В 2004 году Тисмана получила статус города.